# County Cavan
Cavan [ˈkævən] (irisch An Cabhán, [ən̪ ˈkawaːn̪]) ist ein County im Nordosten der Republik Irland in der Region Ulster. Es ist nach der in ihr gelegenen gleichnamigen Stadt benannt. Cavan ist eine von drei Grafschaften, die in der Provinz Ulster liegen, ohne Nordirland anzugehören.

## Geschichte
Die Gegend war bereits während der Steinzeit bewohnt, wovon die zahlreichen Megalithanlagen zeugen.
Aus dem 12. Jahrhundert sind heute noch erhaltene Burgen und kirchliche Anlagen bekannt.
Das County, so wie es jetzt bekannt ist, wurde 1579 gegründet. Es besteht hauptsächlich aus dem Ostteil des Königreichs Bréifne.
Im Zuge der Ulster Plantation wurden ab 1610 viele Siedler aus England und Schottland hier sesshaft. Diese brachten große Veränderungen und gründeten mehrere Städte wie Virginia und Ballyjamesduff.
Durch die Große Hungersnot verringerte sich die Einwohnerzahl von 243.158 in 1841 auf 174.064 in 1851.
Bei der Teilung Irlands 1922 kam Cavan, obwohl zu Ulster gehörend, zum Irischen Freistaat und gehört daher heute zur Republik Irland.

## Geografie
Das Gebiet gehört zur irischen Drumlin-Region und ist mit vielen Mooren und Seen bedeckt. Es grenzt innerhalb der Republik Irland an die Countys Monaghan, Leitrim, Longford, Meath und Westmeath sowie an Fermanagh in Nordirland.

## Wirtschaft
Die Landwirtschaft besteht in der Hauptsache aus Rinderhaltung.

## Sehenswürdigkeiten
- Boulder Burial im Burren
- Portal Tombs im Townland Burren
- Wedge Tombs im Burren
- Burren Park
- Court Tomb von Cohaw, Double-Court Tomb
- Drumlane Abbey und Round Tower
- Cabra Castle in Kingscourt
- St. Fethlimidhs Kathedrale, Kilmore

## Politik
Die Sitzverteilung im Cavan County Council nach der Kommunalwahl im Juni 2024 ist:
| Partei                  | Sitze |
| ----------------------- | ----- |
| Fianna Fáil             | 6     |
| Fine Gael               | 6     |
| Sinn Féin               | 3     |
| Unabhängige, Parteilose | 3     |

Für die Wahl zum irischen Parlament (Dáil Éireann) bildet Cavan zusammen mit dem County Monaghan einen Wahlkreis, der fünf Abgeordnete dorthin entsendet; bei der Wahl 2024 gab es folgendes Ergebnis:
| Partei      | Sitze |
| ----------- | ----- |
| Fianna Fáil | 2     |
| Sinn Féin   | 2     |
| Fine Gael   | 1     |